# Општина Машлок (Тимиш)
Машлок (рум. Maşloc) општина је у Румунији у округу Тимиш.
Oпштина се налази на надморској висини од 183 m.